# Grbovi dalmatinskog komunalnog plemstva – J
Za grbove dalmatinskog komunalnog plemstva ne vrijede zakoni heraldike zbog posebnih uvjeta nastanka i vlasnika istih. Grbovi dalmatinskog komunalnog plemstva pripadaju krugu talijanskog komunalnog plemstva gdje je tradicija opisivanja s gledišta promatrača. 
Grbovi s početnim slovom  J

## Grbovi
| Grb | Kuća i opis grba |
| --- | --- |
|     | Jacogna (Kotor) Titula: Conte veneto, kotorsko plemstvo, austrijska potvrda plemstva - (HR) Vodoravna podjela. Gore na srebrenom polju sjedeći srebreni pas okrunjen zlatnom krunom, dolje tri para vodoravni greda crveno-srebrene. [1/8] - (HR) Vodoravna podjela crvenom gredom.Iznad grede na plavom polju srebrena ptica, s lijeve i desne strane ptice po jedno zeleno stablo (čempres), dolje na plavom polju dvije desno kose crvene grede. [1/8] |
|     | Jeremija, Geremia (Split) Titula: Austrijska potvrda plemstva - (HR) I. Na plavom polju zlatni hodajući grifon stoji na dva srebrena brijega. [1/6, 2/9] - (HR) II. Na plavom polju srebreni grifon penje se uz srebrenu stijenu. [3/5] |
|     | Jordan (Zadar) Titula: (HR) Četiri para okomitih greda, crno srebrene. [1/34] |
|     | Jura (Trogir) Titula: (HR) Zlatni okvir. Na plavom polju zlatni lav drži srebreni kompas, lav stoji na zlatnom trobrijegu, iznad lava šestokraka zlatna zvijezda. [1/34] |
|     | Jurjević (Zadar) Titula: (HR) Kameni reljef, grb trogirskog kneza Jurjevića, pročelje trogirske katedrale, Trogir. |